# Pomax
Pomax là một chi thực vật có hoa trong họ Thiến thảo (Rubiaceae).

## Loài
Chi Pomax gồm các loài: